# Kisou
Albums de Dir En Grey
Kai
(2001) Six Ugly
(2002)
Singles
1. Filth
Sortie : 12 septembre 2001
2. Jessica
Sortie : 14 novembre 2001
3. Embryo
Sortie : 19 décembre 2001

Kisou (きそう) est le troisième album du groupe de rock japonais Dir En Grey, sorti le 30 janvier 2002.

## Liste des titres
Toutes les paroles sont écrites par Kyo.
| No  | Titre                                                      | Musique     | Durée |
| --- | ---------------------------------------------------------- | ----------- | ----- |
| 1.  | Kigan (鬼眼 -kigan-)                                       | Dir en grey | 4:04  |
| 2.  | Zomboid                                                    | Kaoru       | 4:22  |
| 3.  | Nijuuyonko Cylinder (24個シリンダー; Twentyfour Cylinders) | Die         | 6:07  |
| 4.  | Filth                                                      | Dir En Grey | 4:55  |
| 5.  | Bottom of the Death Valley                                 | Toshiya     | 5:50  |
| 6.  | Embryo                                                     | Kaoru       | 5:36  |
| 7.  | Shinsou (｢深葬｣)                                           | Dir En Grey | 2:05  |
| 8.  | Gyakujou Tannou Keloid Milk (逆上堪能ケロイドミルク)       | Kaoru       | 4:42  |
| 9.  | The Domestic Fucker Family                                 | Kyo         | 3:02  |
| 10. | Undecided                                                  | Die         | 4:53  |
| 11. | Mushi (蟲 -mushi-)                                         | Kaoru       | 6:24  |
| 12. | Shinsou (｢芯葬｣)                                           | Dir En Grey | 0:57  |
| 13. | Jessica                                                    | Kaoru       | 4:11  |
| 14. | Karasu (鴉 -karasu-)                                       | Kaoru       | 5:26  |
| 15. | Pink Killer (ピンクキラー)                                 | Dir En Grey | 3:48  |
| 16. | Shinsou (｢神葬｣)                                           | Dir En Grey | 3:03  |